# Cantó de Saint-Dizier-Nord-Est
El cantó de Saint-Dizier-Nord-Est és un cantó francès del departament de l'Alt Marne, situat al districte de Saint-Dizier. Té 2 municipis i part del de Saint-Dizier.

## Municipis
- Bettancourt-la-Ferrée
- Chancenay
- Saint-Dizier (part)

## Història
| Data d'elecció                           | Identitat       | Partit | Qualitat |
| ---------------------------------------- | --------------- | ------ | -------- |
| 1982-1985                                | Marius Cartier  | PCF    |          |
| 1985-1992                                | Gérard Leblanc  | RPR    |          |
| 1992-                                    | Jean-Luc Bouzon | PCF    |          |
| les dades anteriors no són pas conegudes |                 |        |          |
|                                          |                 |        |          |